# Мацегорова, Мария Петровна
Мария Петровна Мацегорова (укр. Марія Петрівна Мацегорова; 2 октября 1922 года, село Крестище, Конградский уезд, Полтавская губерния — 31 августа 2003 года, Красноград, Харьковская область) — заведующая свиноводческой фермой колхоза имени Кирова Красноградского района Харьковской области, Украинская ССР. Герой Социалистического Труда (1966). Депутат Верховного Совета СССР 7-го и 8-го созывов.

## Биография
Родилась в 1922 году в крестьянской семье в село Крестище Полтавской губернии (сегодня — Красноградский район Харьковской области). Окончила неполную среднюю школу в родном селе. С 1937 года — свинарка колхоза «1 Мая» (позднее — колхоз имени Кирова) Красноградского района. С осени 1943 года восстанавливала разрушенное колхозное хозяйство. В 1956 году вступила в КПСС.
По итогам Шестой пятилетки была награждена в 1958 году орденом Ленина. С 1961 года возглавляла свиноводческую ферму колхоза имени Кирова. Благодаря её трудовой деятельности ферма заняла передовое место по выращиванию молодняка в Красноградском районе. Указом Президиума Верховного Совета СССР от 22 марта 1966 года за достигнутые успехи в развитии животноводства, увеличении производства и заготовок мяса, молока, яиц, шерсти и другой продукции удостоена звания Героя Социалистического Труда с вручением ордена Ленина и золотой медали «Серп и Молот».
Избиралась депутатом Верховного Совета СССР VII и VIII созывов (1966—1974), делегатом XXIV съезда КПСС.
После выхода на пенсию проживала в городе Красноград Харьковской области, где скончалась в 2003 году.
Награды
- Герой Социалистического Труда
- Орден Ленина — дважды (26.02.1958; 22.03.1966)